# Alterações fisiológicas no puerpério
As mudanças fisiológicas pós-parto são aquelas alterações esperadas que ocorrem no corpo da mulher após o parto, no período pós-parto. Essas mudanças marcam o início do retorno da fisiologia pré-gestacional e da amamentação. Na maioria das vezes essas alterações pós-natais são normais e podem ser tratadas com medicação e medidas de conforto, mas em algumas situações podem desenvolver-se complicações. As mudanças fisiológicas pós-parto podem ser diferentes para mulheres que deram à luz por cesariana. Outras alterações no pós-parto podem indicar o desenvolvimento de complicações como hemorragia pós-parto, ingurgitamento mamário e infecções pós-parto.

## Seios e lactação
Os seios mudam durante a gravidez para se preparar para a lactação, e mais alterações ocorrem imediatamente após o nascimento. A progesterona é o hormônio que influencia o crescimento do tecido mamário antes do parto. Depois, o sistema endócrino muda de produzir hormônios que impedem a lactação para aqueles que desencadeiam a produção de leite. As primeiras secreções são conhecidas como colostro e são ricas em substâncias que ajudam o recém-nascido a se adaptar à vida fora do útero. Cerca de dois a cinco dias após o parto os seios começam a produzir leite. Isso às vezes é descrito como "a descida do leite".
Informações podem ser fornecidas à mãe antes do parto para aumentar a compreensão sobre a amamentação e o apoio que estará disponível para torná-la bem-sucedida. A mãe é incentivada a amamentar e passar tempo criando vínculo com seu bebê imediatamente após o nascimento.
A sucção faz com que a glândula pituitária libere ocitocina, que contrai o útero e previne sangramentos. Isso pode ser sentido pela mãe nos seios. O choro do bebê também pode induzir a liberação de ocitocina. Mamilos rachados podem se desenvolver nesse período, o que pode ser tratado com medidas farmacológicas e não farmacológicas.

## Útero
A mudança mais drástica no útero é a contração de um órgão que pesa um quilograma e tem um volume de cerca de 10 litros até se tornar um órgão de 60 gramas que contém apenas 5 ml de fluido. Imediatamente após o parto, o fundo do útero começa a se contrair. Isso serve para expulsar a placenta, o que pode levar até 30 minutos e envolver uma sensação de calafrios. Em uma resposta normal e saudável, deve-se sentir firmeza e não flacidez. Ele começa a involuir com contrações do músculo liso do útero. Contraí-se na linha média com o umbigo. Começa suas contrações e, em doze horas após o nascimento, pode-se senti-lo ao nível do umbigo. O útero muda de tamanho de um quilograma para 60-80 gramas no período de seis semanas. Após o nascimento, o fundo uterino contrai-se em direção à pelve um centímetro por dia. Após duas semanas, o útero terá se contraído e retornado à pelve. A sensação e a força das contrações uterinas pós-parto podem ser mais intensas em mulheres que já tiveram filhos anteriormente.

## Cérvix, vagina e períneo
O colo do útero permanece macio após o parto. A vagina se contrai e começa a retornar ao tamanho anterior à gravidez. Durante quatro a seis semanas do período pós-parto, a vagina apresentará lóquios, uma secreção contendo sangue, muco e tecido uterino.

## Imunidade
Durante a gravidez, a resposta imune inflamatória normal é suprimida para permitir a aceitação do embrião pelo corpo. No período pós-parto isso precisa ser rapidamente revertido de volta ao normal. Essa reconstituição imunológica pode resultar na manifestação sintomática de infecções que estavam presentes, mas anteriormente não eram respondidas, especialmente infecções de base autoimune.

## Controle da dor e medidas de conforto
Educação e discussão antes do parto podem aliviar parte do medo do desconhecido e da ansiedade quando os tratamentos são experimentados pela primeira vez. Fornecer atualizações contínuas sobre o estado do bebê é benéfico.
A dor perineal após o parto tem efeitos imediatos e de longo prazo negativos para as mulheres e seus bebês. Esses efeitos podem interferir na amamentação e nos cuidados com o bebê. A dor proveniente de locais de injeção e possível episiotomia é controlada pela avaliação frequente dos relatos de dor da mãe. A dor pode vir de possíveis lacerações, incisões, contrações uterinas e mamilos doloridos. Normalmente são administrados medicamentos apropriados. Episiotomias de rotina não foram encontradas como eficazes na redução da dor após o parto. O conforto é melhorado com a troca de roupas de cama, micção, limpeza do períneo e uso de compressas de gelo. Privacidade também é garantida para promover o conforto.
A dor causada por hemorroidas pode ser tratada com uma variedade de métodos. Algumas recomendações para reduzir essa dor incluem: higienização com água morna, cremes para hemorroidas, aumento da ingestão de líquidos, deitar sobre o local e banhos de assento.
Medicamentos para controle da dor começam a perder o efeito. Isso também é válido quando se administra anestesia peridural ou raquidiana. Contrações uterinas às vezes são dolorosas e o conforto pode ser alcançado sugerindo diferentes posições. Caminhar, com auxílio, pode diminuir a dor. Como as cólicas uterinas podem se intensificar durante a amamentação, medicamentos podem ser administrados meia hora antes da mamada. O controle da dor e o conforto podem ser gerenciados antecipando o retorno da sensibilidade e das reações corporais a hematomas, lacerações, incisões e perfurações.

## Manejo
Imediatamente após o nascimento, avaliações contínuas são realizadas com recomendações da Academia Americana de Pediatria e do Colégio Americano de Obstetras e Ginecologistas. Eles identificaram que os sinais vitais de pressão arterial, pulso, posição uterina e sangramento devem ser avaliados a cada 15 minutos nas primeiras duas horas após o parto. A temperatura é então medida duas vezes, quatro horas e oito horas após o parto. Isso serve para proteger contra infecções pós-parto, anteriormente conhecidas como febre puerperal ou sepse puerperal, uma das principais causas de mortalidade materna.
O cuidado durante o período pós-parto inicial frequentemente continua quando a paciente retorna para casa. Uma revisão sistemática de 2023 descobriu que o monitoramento da pressão arterial em casa parece aumentar a satisfação da paciente ao mesmo tempo em que reduz admissões hospitalares relacionadas à hipertensão.

## Nutrição
As necessidades calóricas mudarão com base na produção de leite para o bebê. A necessidade calórica de uma mulher não grávida e não lactante é de 1.800 a 2.000 kcal/dia, enquanto para a lactante passa para 2.300 a 2.500 kcal/dia. Suplementação nutricional é frequentemente prescrita e recomendada. Em alguns casos, as mulheres são incentivadas a continuar tomando vitaminas pré-natais. O aumento da ingestão de líquidos é discutido. A necessidade de níveis adicionais de minerais provavelmente se deve à lactação. As necessidades de cálcio e ferro aumentam no pós-parto. As calorias podem precisar aumentar em 333 kcal/dia durante as primeiras quatro a seis semanas após o parto e depois em 400 kcal/dia seis meses após o parto.
Outros alimentos ou substâncias não são recomendados no pós-parto se houver amamentação, pois podem afetar o bebê via leite materno. Alguns clínicos desencorajam o consumo de cafeína, que pode deixar o bebê irritado. O consumo de álcool é fortemente desencorajado. O consumo de peixe é saudável e fornece vitaminas, minerais e proteínas. Entretanto, o consumo de peixes oleosos como arinca, arenque, sardinha, garoupa e atum pode precisar ser limitado devido a poluentes.
A perda de peso deve ser monitorada para garantir a recuperação. Perda rápida de peso pode reduzir a produção de leite. Dietas de baixo carboidrato e ricas em proteínas podem não ser apropriadas. Uma meta realista de perda de peso é de meio quilo por semana.

## Alterações relacionadas à cesariana
Um cateter urinário geralmente é colocado antes da cesariana para prevenir retenção urinária. A incisão abdominal será outro local de dor e possível infecção. A saída da cama pode ser retardada. Como em qualquer procedimento cirúrgico, o risco é maior para o desenvolvimento de coágulo sanguíneo nas pernas. Nesses casos, pode ser usado um dispositivo de pressão pneumática intermitente ou, de forma mais simples, meias de compressão. Exercícios para as pernas também são eficazes para promover a circulação sanguínea. Níveis mais altos de medicação para dor podem ser necessários devido às incisões abdominais. Se a cesariana não foi planejada, algumas mulheres podem sentir decepção e podem se beneficiar de aconselhamento encorajador por parte de profissionais de saúde.